# ARIA Music Awards
Australian Recording Industry Association Music Awards, powszechnie znana jako ARIA Music Awards lub ARIA Awards – nagroda muzyczna przyznawana od 1987 roku przez australijskie stowarzyszenie producentów fonogramów i wideogramów Australian Recording Industry Association (ARIA) za doskonałość i innowacyjność we wszystkich gatunkach muzyki australijskiej.
Pierwsza ceremonia przyznawania nagród odbyła się 2 marca 1987 roku w hotelu Sheraton w mieście Sydney. Prowadzącym był wokalista Elton John.
Dotychczas najwięcej nagród (21) posiada zespół rockowy Silverchair.

## Obecne kategorie
- ARIA Music Awards – album roku
- ARIA Music Awards – najlepszy męski artysta
- ARIA Music Awards – najlepszy żeński artysta
- ARIA Music Awards – najlepszy zespół
- ARIA Music Awards – najlepszy album nieocenzurowany
- ARIA Music Awards – najlepszy album komediowy
- ARIA Music Awards – najlepszy album country
- ARIA Music Awards – muzyka dla dzieci
- ARIA Music Awards – najlepszy album niezależny
- ARIA Music Awards – najlepszy album popowy
- ARIA Music Awards – najlepszy album dance
- ARIA Music Awards – najlepszy album bluesowy & roots
- ARIA Music Awards – najlepszy album rockowy
- ARIA Music Awards – współczesna muzyka urban
- ARIA Music Awards – nowy artysta roku
- ARIA Music Awards – najlepszy album hardrockowy lub heavymetalowy
- ARIA Music Awards – najlepszy album klasyczny
- ARIA Music Awards – najlepszy album jazzowy
- ARIA Music Awards – najlepsza ścieżka dźwiękowa, obsada lub musical
- ARIA Music Awards – najlepszy album – muzyka świata
- ARIA Music Awards – najlepsza okładka
- ARIA Music Awards – najlepszy inżynier dźwięku roku
- ARIA Music Awards – najlepszy producent roku
- ARIA Music Awards – najlepsza piosenka roku
- ARIA Music Awards – najlepszy teledysk
- ARIA Music Awards – najlepszy artysta międzynarodowy
- ARIA Music Awards – najlepszy australijski występ na żywo